# Західна Фракія

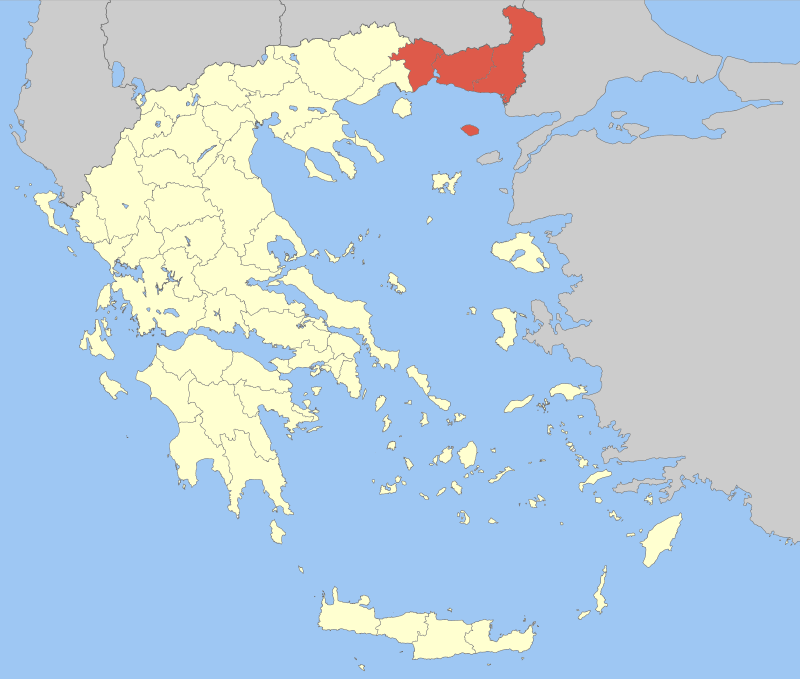
Область Західна Фракія на мапі сучасної Греції

Західна Фра́кія або Західна Тра́кія (грецькою: Θράκη, Тракі або Δυτική Θράκη, Дітікі Тракі чи Ελληνική Θράκη, Елінікі Тракі; болг. Беломорска Тракия букв. Егейська Фракія, також Западна Тракия або Гръцка Тракия букв. Грецька Фракія; турецькою: Batı Trakya, Бати Тракя або Yunanistan Trakya, Юнаністан Тракья) — історико-географічна область на північному сході Греції, яка є складовою великого історичного регіону Фракії.

Поділ Фракії між Болгарією, Грецією та Туреччиною після 1923 року

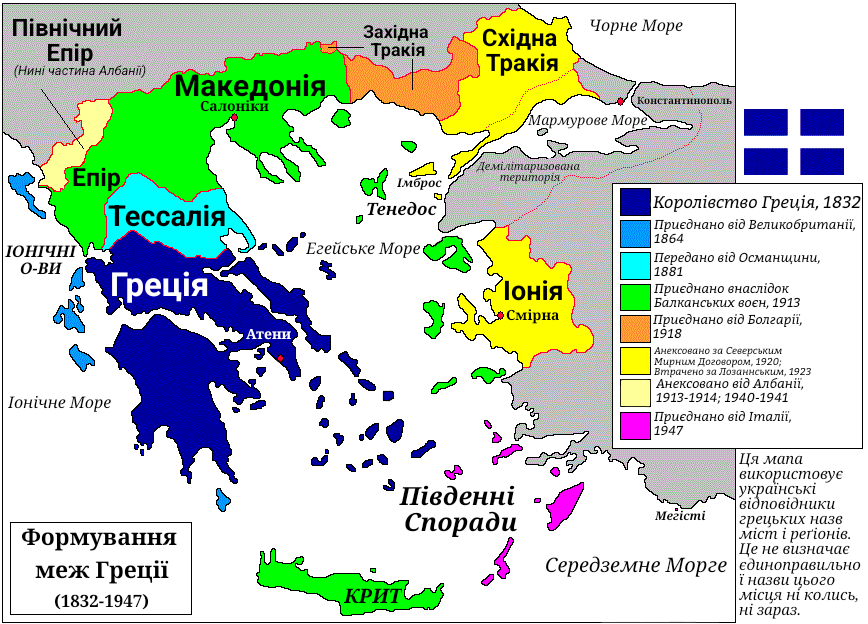
Західна Фракія, вказана помаранчевим кольором, на початку XX століття заселена переважно мусульманами, остаточно була передана Греції у 1923 році

Нині Західна Фракія сходить до складу периферії Греції Східна Македонія і Фракія. Площа 8,6 тисяч км². Включає номи: Ксанті, Родопі, Еврос. Найбільші міста — Ксанті та Комотіні. Справами Фракійського регіону опікується спеціальне Міністерство Македонії і Фракії із штаб-квартирою у місті Салоніки.

## Географія
Західна Фракія є частиною більш великої області Фракія. Західна Фракія розташована у Греції між річками Места (грецька назва Нестос) на заході та Мариця на сході. На півночі область обмежують гори Родопи. Західна Фракія сьогодні розміщена на території 3-ьох номів Греції: Ксанті, Родопі, Еврос. При цьому західний кордон нома Ксанті розглядається як традиційний західний кордон Західної Фракії. До Західної Фракії також відносять й егейський острів Самофракія, який є частиною нома Еврос. Площа Західної Фракії — 8578 км², а населення — 368 993 особи (2005). Найбільше місто области — Комотіні (болгарською відоме як Гюмюрджина), що має населення більш як 63 774 осіб (2001, перепис).

## Найбільші міста Західної Фракії
| Місто           | грецька                                  | Населення (2001 [Архівовано 1 липня 2007 у Wayback Machine.]) |
| --------------- | ---------------------------------------- | ------------------------------------------------------------- |
| Александруполіс | Αλεξανδρούπολη, Александруполі, Дедеагач | 52,720                                                        |
| Комотіні        | Κομοτηνή, Комотіні, Гюмюрджина           | 52,659                                                        |
| Ксанті          | Ξάνθη                                    | 52,271                                                        |
| Орестіада       | Ορεστιάδα                                | 21,730                                                        |
| Дідімотіхон     | Διδυμότειχο, Дідімотіхо                  | 18,898                                                        |

## Історія
Історія Західної Фракії, як й у цілому Фракії, має дуже бурхливий характер, особливо буремно відбувалися події у XIII—XIV сторіччях, а також на початку XX століття. Це насамперед було зумовлено географічним положенням області та близькістю її до стратегічно важливого міста і центру східного(ортодоксального) християнства Середньовіччя — Константинополю.

### Антична історія
(головна стаття: Фракія)
У VI сторіччі до н.е. на території Західної Фракії виникло Одриське царство, яке заснувало наймогутніше з фракійських племен - одриси. Царство досягло найбільшої могутності у V—VI століттях до н. е. У IV сторіччі до н. е. його територію захопила Македонія. З того часу розпочинається прогресивна елінізація населення Фракії, яке складалось здебільшого з індоєвропейських фрако-іллірійських племен. 45 року н. е. землі Фракії офіційно переходять під юрисдикцію Римської імперії, а 395 р. н. е. входять до складу Візантії.

### Середньовічна історія
У VI—IX століттях більша частина Фракії опинилася заселеною слов'янськими племенами, з яких за участю автохтонного населення області і прибулих тюрків-булгар складається болгарський народ. Грецьке населення збереглося здебільшого на узбережжі Егейського моря і в долині річки Мариця. Після падіння 1204 року перед хрестоносцями Константинополя Латинська імперія включила Західну Фракію до свої володінь, далі провінція знову повертається під контроль Візантії, але вже не на тривалий час. У той час Сербія та Болгарія заявляють про свої територіальні претензії щодо Фракії. Зрештою у середині XIV століття регіон почали завойовувати турки-османи, й в завойовані землі з Анатолії переселяється певна частина тюрків-юрюків - гілка анатолійських тюрків, предки яких колись переселилися з Центральної Азії до Анатолії, але завдяки тому, що вони майже не вступали в контакти з автохтонами Малої Азії, на відміну від інших тюрків Анатолії, зберегли свою первісну ідентичність, зокрема, кочовий спосіб життя й таке інше. Упродовж XIV—XVI сторіч здебільшого завдяки цим юрюкам відбувається тюркізація й ісламізація регіону - більша частина автохтонного християнського населення ісламізується, багато греків, менше -  болгари, переходять на турецьку мову. Таким чином, напередодні Балканських війн початку XX сторіччя тюркомовні мусульмани становили близько 70 % населення регіону, а православні греки — лише близько 17 % населення.

### Гюмюрджинська республіка

Гюмюрджинська республіка

Наприкінці XIX — на початку XX століття Західна Фракія стала об'єктом зазіхань з боку незалежних Болгарії та Греції (див. Велика ідея Венізелоса та енозис). Під час Балканських воєн 1912—1913 років союзники домоглися значних успіхів у боротьбі з Туреччиною, хоча у Західній Фракії їх дії зустріли чималий опір з боку мусульманського населення, яке підняло повстання. У результаті повстанських дій мусульман утворилася Гюмюрджинська республіка площею 8.578 км², яка існувала з 31 серпня по 25 жовтня 1913 року та центром якої було сучасне місто Комотіні, Греція. Місцеві мусульмани прагнули повторно увійти до складу Туреччини. 1922 року після поразки Греції у війні з Турецькою республікою (див. Греко-турецькі війни) Західна Фракія попри це стала єдиною територією, яка була передана Греції. Східна Фракія та місто Константинополь (Стамбул) були остаточно передані Туреччині. Усе грецьке населення Східної Фракії (за винятком Стамбула), змушене було переселитися за річку Марицю у межі сучасної Греції (Греко-турецький обмін населенням). У той же час західні держави дозволили західнофракійським мусульманам (86 000 осіб) залишитися на місцях свого первісного проживання. Частка греко-християнського населення у регіоні зросла з 17% до 67%, а мусульманського знизилась до 29%.